# Mycalesis rhacotis
Mycalesis rhacotis is een vlinder uit de onderfamilie Satyrinae van de familie Nymphalidae. De wetenschappelijke naam van de soort is voor het eerst geldig gepubliceerd in 1866 door William Chapman Hewitson.

## Kenmerken
De kleur van de vleugels is overwegend bruin. De vleugelranden zijn versierd met oogvlekken. De spanwijdte bedraagt ongeveer 4 tot 5 cm.

## Verspreiding en leefgebied
Deze vlindersoort komt voor in Afrika bezuiden de Sahara op schaduwrijke plaatsen in de bossen.

## Waardplanten
De waardplant is de grassoort Ehrharta erecta.